# 達鏢國際中心
23°05′32″N 113°16′16″E / 23.09231°N 113.27119°E
達鏢國際中心，原名為保華廣場和港澳江南中心，是位於廣州市海珠區江南大道南362號的一棟摩天大樓。高208米，共51層，占地面积10603平方米，总建筑面积115402平方米。
1栋49层，大型时尚购物中心在负1至5层，写字楼安排在6-28层，29-44层为国际公寓，45-49层为五星级酒店。

## 历史
於1993年奠基，原定1996年竣工，規劃建58層寫字樓，為海珠區最高的標志性建筑。由於其位置被認為不夠旺市，因此無買主過問，樓底幾層商鋪同樣難以出租出售，蓋至地面29層後因資金問題停工。1995年，該樓其中一位合作老板在此跳樓自殺。2002年，该栋大楼被香港中国置地集团买下，改名為保华广场。上海世纪联华公司曾与置地集团合作，在保华广场开出了其在华南的第一家世紀聯華超市門店，同时保华广场1~5楼也被裝修用於招租。2006年，因超市經營不夠理想，門店宣布關閉，其裙樓也同時宣告關閉。2008年，广州江南房产有限公司購入此建築，並於2010年建成更為現名。